# Mars Express
Mars Express is een onbemande ruimtemissie naar de planeet Mars. De Mars Express-missie bestond uit een sonde genaamd Mars Express Orbiter, en een lander genaamd Beagle 2.

## Samenwerkingsverband
Het betreft een project dat uitgevoerd wordt in een internationaal samenwerkingsverband waarin de Europese Ruimtevaartorganisatie ESA de leiding heeft. Voor ESA is het de eerste ruimtevlucht naar een andere planeet.
Enkele landen die geen lid zijn van ESA, zoals Rusland, Japan en de Verenigde Staten, zijn ook betrokken of hebben ook bijgedragen aan het project. Vanuit Nederland is onderzoeksinstituut TNO betrokken. Het vluchtleidingscentrum is gevestigd in het European Space Operations Centre (ESOC) in Darmstadt, Duitsland.

## Lancering en vlucht naar Mars
De lancering vond plaats vanaf Bajkonoer in Kazachstan, op 2 juni 2003 om 17:45 GMT/UTC met een Russische Sojoezraket.
Een van de cruciale momenten tijdens de vlucht was op 19 december 2003, toen de Beagle 2 zich los maakte om de landing in te zetten. De Mars Express Orbiter is op 25 december erin geslaagd om zich in een baan om Mars te plaatsen.

## Beagle 2

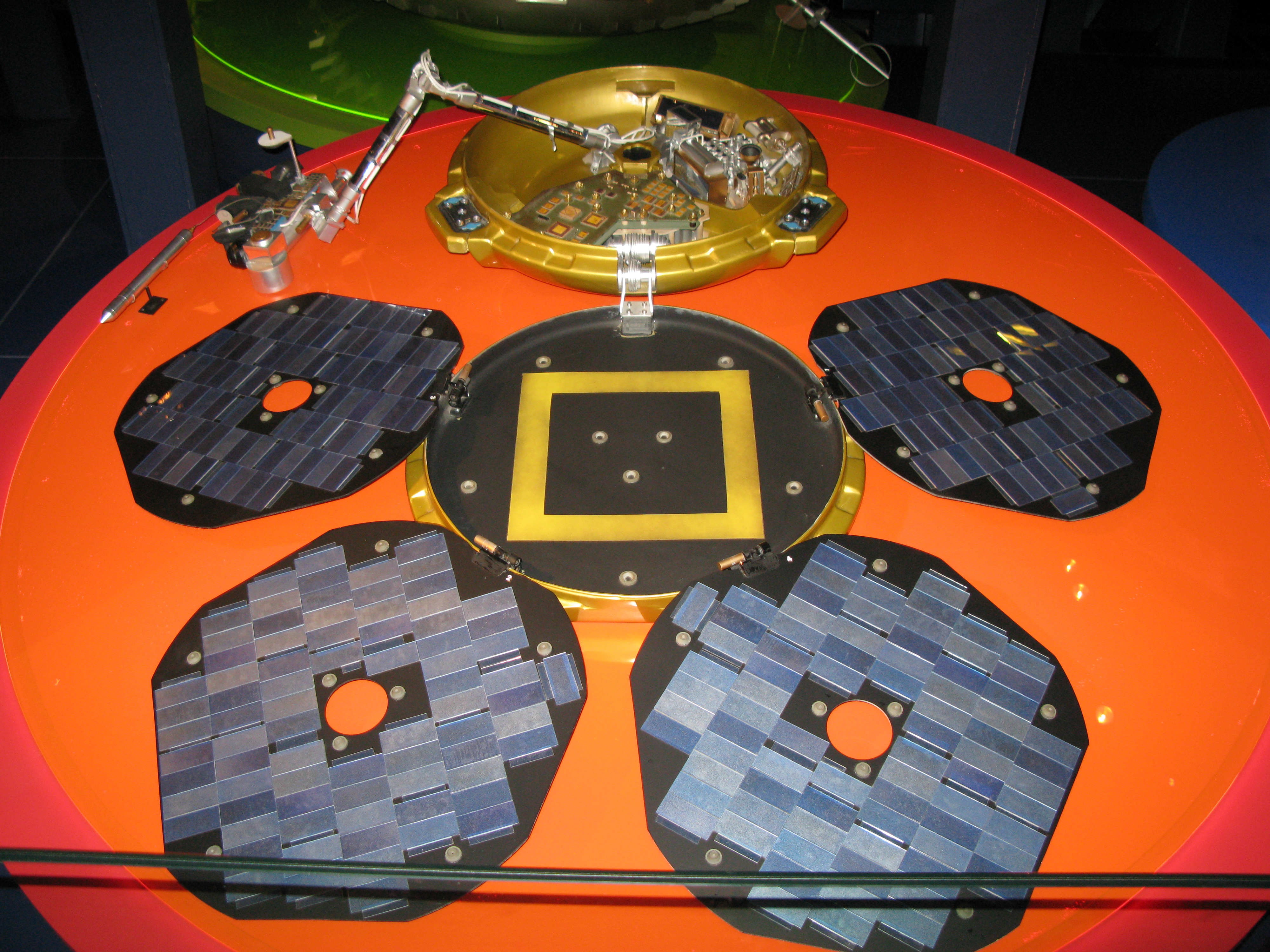
replica van Beagle 2

Ondertussen zou de Beagle 2 op de planeet landen, zich uitvouwen en een signaal uitzenden. Sindsdien is echter geen signaal ontvangen, en het is dus niet bekend in hoeverre de landing van Beagle 2 is geslaagd. Een aantal weken lang werd op diverse manieren getracht om het signaal van de Beagle 2 te ontvangen. Bij deze pogingen was onder andere de radiotelescoop bij Westerbork in Nederland betrokken.
Op 6 februari 2004 verklaarde het Beagle 2
Management Board dat de Beagle 2 als verloren wordt beschouwd. Tevens werd een onderzoek ingesteld naar het falen van de Marslander. Aangezien er tussen het moment van loskoppelen op 19 december en het voltooien de landing op 25 december geen communicatie met de lander mogelijk was, moest de commissie echter volledig in het duister tasten over de oorzaak. Uiteindelijk heeft men enkele risicopunten tijdens de landing genoemd, waarvan het feit dat de atmosfeer van Mars op dat moment minder dicht was dan verwacht het meest serieuze punt was. Aangezien er geen duidelijke technische oorzaak te vinden is, beveelt het onderzoek een aantal organisatorische en technische maatregelen aan om in de toekomst het risico te verkleinen.
De Beagle-2 is in 2015 mogelijk teruggevonden.

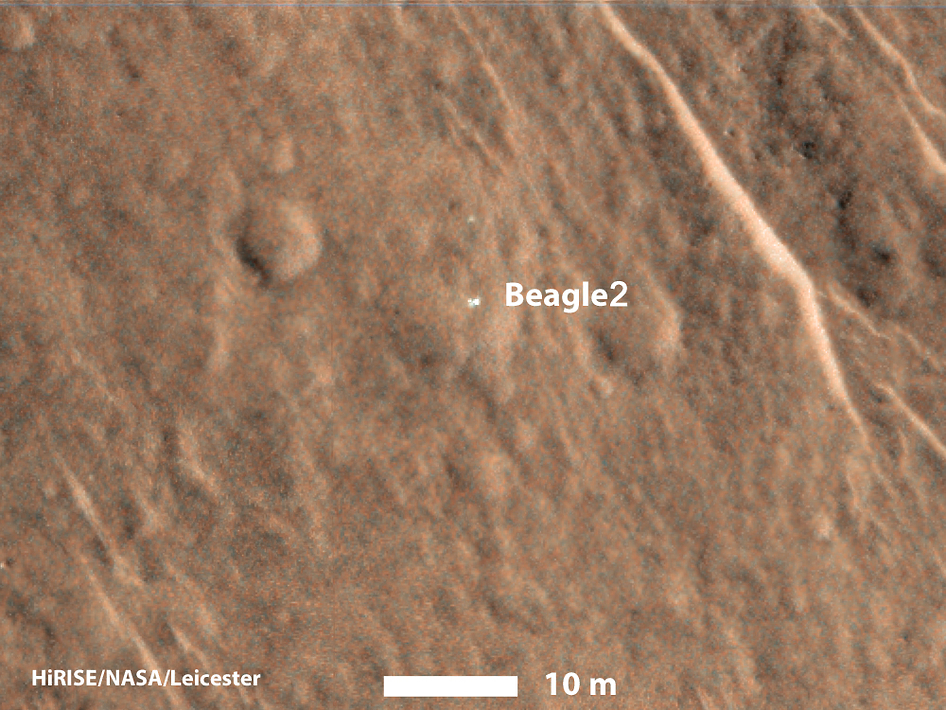
foto van Beagle 2 gemaakt door de Mars Reconnaissance Orbiter

Was men erin geslaagd om contact te leggen met de Beagle 2, dan zou deze ongeveer zes maanden lang actief zijn geweest en met name scheikundig onderzoek doen naar de samenstelling van de Marsbodem en de eventuele aanwezigheid van organisch materiaal.
Het concept van de Beagle 2 is bedacht door Professor Colin Pillinger van de Open Universiteit in Milton Keynes in Groot-Brittannië. Op dat moment was ESA al bezig met de ontwikkeling van de Mars Express, en Pillinger wist ESA over te halen om de marslander mee naar Mars te laten reizen. Beagle 2 is genoemd naar het schip waarmee Charles Darwin zijn reis ondernam naar aanleiding waarvan hij zijn evolutietheorie vormde.

## Mars Express-sonde

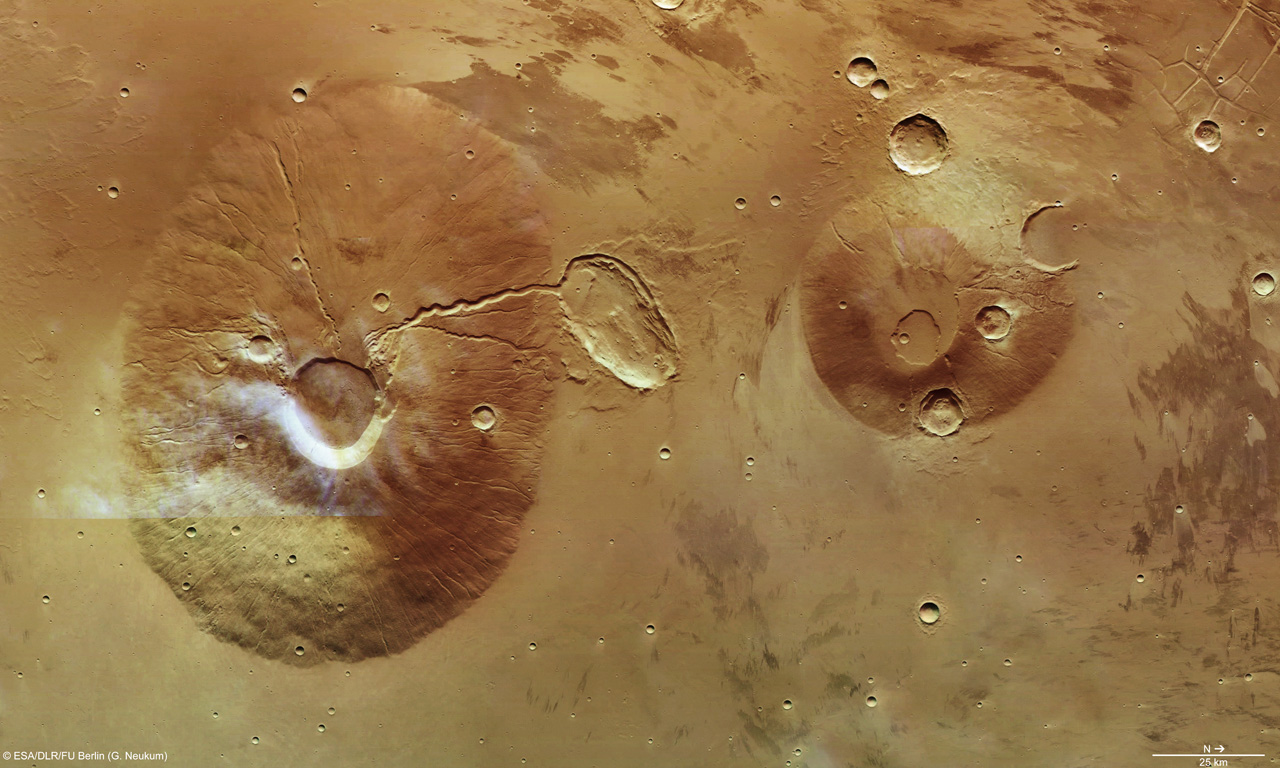
Foto met de vulkanen Ceraunius Tholus en Uranius Tholus

De Mars Express-sonde fotografeert in een baan om Mars de gehele planeet. Daarnaast brengt de sonde onder andere de minerale samenstelling in kaart.
De hoofdcamera van Mars Express, de "High Resolution Stereo Camera" schiet plaatjes met een resolutie van maximaal 10 meter per beeldpunt, en de sonde heeft een aparte camera waarmee een aantal geselecteerde gebieden met een resolutie van 2,3 meter per beeldpunt genomen kunnen worden.
Als we dit vergelijken met de beste camera die tot nog toe om Mars draaide, de MOC-camera van NASA's Mars Global Surveyor, dan doet Mars Express het qua resolutie slechter, de MOC schiet plaatjes normaliter op 1,5 meter per pixel en als het moet op 0,5 meter per pixel. De MOC-camera is zwart-wit, maar kan een rood of een blauw glaasje voor zijn lens schuiven, ten koste van de scherpte, deze daalt dan tot 400 meter per pixel.
Het spectaculaire aan de HRSC-camera is dat deze foto's neemt op 9 verschillende lichtgolflengtes, volle kleuren dus. Ten tweede neemt de camera foto's in stereo op, dat wil zeggen, de camera ziet diepte. Met behulp van computerprogramma's kan zo de terreinhoogte op ieder punt in de foto berekend worden en kunnen spectaculaire, natuurgetrouwe 3d-aanzichten van Mars getoond worden.
De Mars Express sonde heeft al tijdens de eerste maanden in zijn baan om Mars een aantal spectaculaire foto's gemaakt, waarvan een aantal aanwijzingen bevatten dat er in het verre verleden volop water op Mars moet zijn geweest.
Een ander experiment was het observeren van de landingsplaats de Mars Exploration Rover Spirit, terwijl de Spirit op dat moment het hemelruim boven de landingsplaats observeerde. Hiermee kan de atmosfeer van Mars zowel van boven als van onderen geobserveerd worden en dit geeft informatie over uit welke luchtlagen de uitslagen van verscheidene instrumenten komen. Dit is een van de vele voorbeelden van samenwerking tussen NASA en ESA tijdens dit soort projecten.
Mars Express dankt zijn naam aan het feit dat geen enkel andere vergelijkbare ruimtemissie naar een planeet zo snel tot stand is gekomen.